# Ksenolit
Ksenolit (iz grškega ξένος [ksénos] – tuj in λίθος [líthos] – kamen)  je odlomek kamnine,  obdan z drugo bolj ali manj nesorodno kamnino. V geologiji se izraz ksenolit uporablja skoraj izključno za vključke v magmatski kamnini, ki so nastali med zbiranjem in izbruhom magme. To pomeni, da so se vključili v magmo s sten vulkanskega dimnika ali ognjišča ali se vmešali v lavo med izbruhom ognjenika oziroma njenim izlivom.
Ksenokristali so posamezni kristali tujega minerala v magmatskem telesu, na primer kristali kremena v s silicijem revni lavi in diamanti v kimberlitskih diatremah.
Izraz ksenolit se v svojem najširšem pomenu lahko nanaša tudi na tujke v sedimentnih kamninah in celo tujke v meteoritih.
Pravi ksenoliti se morajo značilno razlikovati od kamnine, v katero so vključeni. Vključki v sorodni kamnini se imenujejo avtoliti ali kognatski vključki.
Ksenoliti in ksenokristali so vir pomembnih podatkov o sestavi sicer nedostopnega Zemljinega plašča. Bazalti, kimberliti, lamproiti in lamprofirji, ki izvirajo iz zgornjega plašča, pogosto vsebujejo odlomke in kristale, ki so najbrž del  izvirne mineralogije plašča. Takšni so na primer ksenoliti dunita, peridotita in spinelskega lhercolita v bazaltskih lavah. Kimberliti vsebujejo poleg ksenokristalov diamanta tudi odlomke lhercolitov z različnimi sestavami. Minerali, ki vsebujejo aluminij, kažejo na globino njihovega nastanka: do globine 25 km je stabilen kalcitni plagioklaz, v globinah med 25 in 60 km je stabilna aluminijeva faza spinel, v globinah večjih od približno 60 km pa to postane granat. Nekateri kimberliti vsebujejo tudi ksenolite eklogita, ki je najbrž visokotlačni metamorfni produkt oceanske bazaltske skorje, ki tone v plašč vzdolž subdukcijskih stikov plošč.
- Ksenoliti granodiorita (Little Cottonwood Canyon, Utah, ZDA)
- Velik in precej nenavaden ksenolit peščenjaka (Fairlee Pluton, Vermont, ZDA)
- Ksenolit peridotita iz plašča (zelen) v temni vulkanski bombi (Eifel, Nemčija)
- Zaobljen rumen preperel ksenolit peridotita v toku nefelinitske lave (Kaiserstuhl, JZ Nemčija)

## Vira
- Blatt, Harvey; Robert J. Tracy (1996). Petrology : igneous, sedimentary, and metamorphic (2 izd.). New York : W. H. Freeman, cop. COBISS 11125302. ISBN 0-7167-2438-3.
- Nixon, Peter H. (1987). Mantle xenoliths: J. Wiley & Sons. (ISBN 0-471-91209-3)